# Jochen Weiß (Basketballspieler)
Jochen Weiß (* 1959) ist ein ehemaliger deutscher Basketballspieler.

## Laufbahn
Weiß spielte von 1977 bis 1981 für den SSV Hagen in der Basketball-Bundesliga, 1981 wechselte der Innenspieler dann innerhalb der Liga zum USC Heidelberg, musste mit der Mannschaft jedoch im Frühjahr 1982 den Abstieg aus der ersten Liga einstecken.
Zur Spielzeit 1982/82 schloss sich Weiß dem Berliner Verein DTV Charlottenburg (ebenfalls Bundesliga) an. Später spielte er bei der SpVgg 07 Ludwigsburg und ab 1987 beim Zweitligisten MTV Wolfenbüttel, 1992 wechselte er zum Bundesligisten SG Braunschweig. Der 2,02 Meter große Weiß bestritt in der Saison 92/93 13 Bundesliga-Spiele für Braunschweig, in denen er im Schnitt 5,5 Punkte und 3,5 Rebounds verbuchte. Insgesamt erzielte er während seiner Spielerzeit 2059 Punkte in der Bundesliga.